# Zavratec, Idrija
Zavratec este o localitate din comuna Idrija, Slovenia, cu o populație de 118 locuitori.